# 清友
株式会社清友（英文表記：Seiyu Co., Ltd.）は、鹿児島県鹿児島市に本社を持つ労働者派遣会社。

## 概要
1981年（昭和56年）、鹿児島初のパーティコンパニオン請負業として誕生。現在は、8事業部であらゆるサービスの企画・制作・請負、人材プロデュース、人材派遣、人材育成を行っている。
業務は「コンパニオン事業」「バンケット事業」「セールスプロモーション事業」「デモンストレーション事業」「エンターテイメンと事業」「オフィスワーク派遣」「人材育成・教育事業」「コンサルティング・アウトソーシング」の8種。

## 沿革
- 1986年　株式会社清友として設立
- 2011年　鹿児島版・美人時計の「鹿児島美人時計」サービスを開始[1]。

## 事業内容
- コンパニオン事業
- バンケット事業
- セールスプロモーション事業
- デモンストレーション事業
- エンターテイメント事業・・・キッズから中高年層まで男女問わず幅広い世代の人材が登録。モデル、タレント、司会、MC、エキストラなど様々な人材をコーディネイト
  - 鹿児島県アイドル Seven Colors・・・鹿児島のアイドル。コンセプトは、“笑顔の架け橋になる”[2]。
  - じゃんけんマン・・・鹿児島を元気にしたい。そんな熱い思いで戦う孤高の「ゆるヒーロー」[3]。
  - あまみ紬人（つむぎんちゅ）・・・鹿児島新喜劇座長の麓和幸と奄美の歌い手・肥後陽子の2人組パフォーマー[4]。
  - 鳥淵杏奈・・・JAZZ歌手[5]
  - YOKO・・・ボーカリスト[6]
  - 薩摩こんしぇるじゅ・・・鹿児島の観光ガイド事業女性ユニット[7]。
  - 美人ビアGirls(ガールズ)・・・美人ビアガーデンで元気を届ける女性ユニット[8]。
  - かごしまCHAガール・・・鹿児島県在住のお茶博士。かごしま茶をPRする女性ユニット[9]。
- オフィスワーク派遣
- 人材育成・教育事業・・・研修講師派遣。
- コンサルティング・アウトソーシング・・・企業講演会。